# Stachyurus cordatulus
Stachyurus cordatulus là một loài thực vật có hoa trong họ Stachyuraceae. Loài này được Merr. miêu tả khoa học đầu tiên năm 1941.